# محمد صديق الجليلي
محمد صديق الجليلي (1903-1980م) هو كاتب من الموصل.

## ترجمته

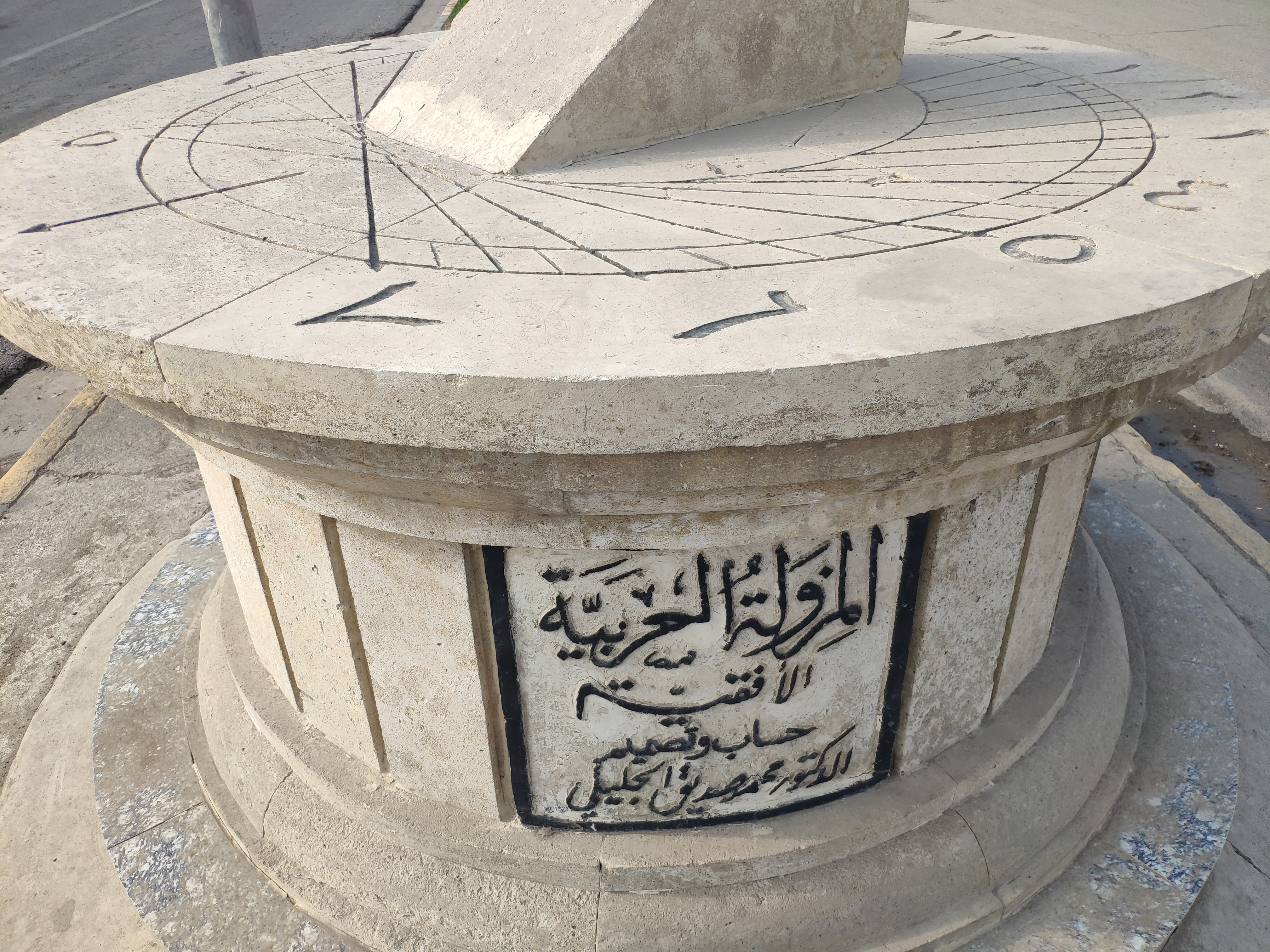
المزولة العربية - تصميم محمد صديق الجليلي - الموصل (قرب الدواسة).

هو محمد صديق بن إسماعيل بن محمد صديق بن سعيد الجليلي. ولد في محلة (عون الدين) بالموصل ودخل المدرسة الابتدائية عام 1913 وتحول إلى المدرسة الاعدادية عام 1916 وكانت تسمى (المدرسة الخضرية) وتخرج فيها عام 1923 وانضم إلى كلية (بهنت) الإنكليزية بالمراسلة وحاز على دبلوم في الهندسة الميكانيكية عام 1925. ثم نال درجة الدكتوراه في الفلسفة من كلية (بيبلس) الأمريكية عام 1929.
عني محمد صديق الجليلي بعلم الفلك وأولى اهتماماً بالمزاول والساعات الشمسية صمم اربع مزاول اثنتين في جامع النعمانية في السرجخانة وثالثة امام المحافظة القديمة ورابعة عند مدخل الموصل من طريق بغداد. وحل رموز مزولة سامراء المهدمة وساهم في حل مزاول أخرى. واهتم بمكتبته اهتماماً خاصاً. وسعى لجمع المخطوطات ودواوين الشعر والموسوعات العلمية وامتلك مكتبة موسيقية ضمت المقامات الموصلية الاصلية إلى جانب المقامات العربية والاغاني النادرة. واحب الغناء القديم وكان عالماً بقواعده واصوله. واهتم الجليلي بالقراءات والتنزيلات واحتوت مكتبته على تسجيلات نادرة وقد ربت الاسطوانات في مكتبته على الألف اسطوانة. فضلاً عن التسجيلات التي تمتد لساعات طويلة. شارك الجليلي في عدة ندوات علمية مثل مؤتمر الكندي 1962ببغداد وندوة الفلكلور العربي ببغداد عام 1978,1980. ومؤتمر الموسيقى الدولي الثاني ببغداد عام 1978. وكان رئيساً لجمعية التراث العربي بين عامي 1973-1977.

## مؤلفاته
من مؤلفاته:
- المقامات الموسيقية في الموصل (1941م)
- التراث الموسيقي في الموصل (1964م)
- الاصطياف في حمام العليل (1965م)
- التقويم الشمسي العثماني[2]

وحقق كتبا منها:
- الحجة على من زاد على ابن حجة لعثمان الحيائي الجليلي (مطبعة أم الربيعين - الموصل 1937م)[3]
- غرائب الأثر في حوادث ربع القرن الثالث عشر لياسين العمري (1940م)
- ديوان حسن عبد الباقي الموصلي (1966م)

## وصلات خارجية
- مع الدكتور محمد صديق الجليلي وقصة اللقاء الأول - إبراهيم خليل العلاف - الحوار المتمدن - العدد: 2309 - 2008/6/11
- الدكتور محمّد صدّيق الجليلي - سيار الجميل - موقع الناس
- محمد صديق الجليلي والتراث الموسيقي في الموصل - مجلة المدى-الثقافية